# Newton Moore
Newton Moore KCMG (Fremantle, 17 mei 1870 – Londen, 28 oktober 1936) was de achtste premier van West-Australië.

## Vroege jaren
Moore werd geboren in Fremantle in 1870. Zijn vader was James Moore, veilingmeester en later burgemeester van Bunbury. Zijn moeder heette Elizabeth Dawson en was onderwijzeres. Moore werd opgeleid aan de basisschool van Bunbury en aan het Prince Alfred College in Adelaide. Op 14-jarige leeftijd begon hij in Geraldton als assistent-verkoper te werken. Vervolgens werd hij onder Alexander Forrest tot landmeter opgeleid.
Van 1886 tot 1904 was Moore landmeter. In die periode werd West-Australië onafhankelijk. Het kende het een bloeiperiode dankzij de goldrush. Moore reisde doorheen heel West-Australië en leerde de sterktes, zwaktes en mogelijkheden van de staat kennen. Zijn kaart was lange tijd de officiële gids voor de ligging van staatsbossen en commerciële houtbestanden in West-Australië.
Op 6 april 1898 huwde Moore met Isabel Lowrie. Ze zouden drie dochters en een zoon op de wereld zetten.
In 1903 maakte Moore deel uit van de koninklijke commissie over het bosbeheer. Hij was betrokken bij de beursgang van enkele van de grootste in jarrahhout handelende bedrijven op de Londense markt.

## Militaire carrière
In 1893 werd Moore lid van de militie 'Bunbury Rifles'. Hij werkte er zich tot luitenant op. In 1900 kreeg Moore het bevel over West-Australiës eerste bereden infanterie en werd tot kapitein gepromoveerd. Van 1901 tot 1908 had hij het bevel over het 18e regiment 'Australian Light Horse'. Daarna leidde hij, als luitenant-kolonel, de West-Australische afdeling van het 'Australian Intelligence Corps'.
In 1915, na het uitbreken van de Eerste Wereldoorlog, kreeg Moore het bevel over de Australische en Nieuw-Zeelandse troepen die in Weymouth in Dorset gelegerd waren. In december dat jaar werd hij tijdelijk gepromoveerd tot brigadier-generaal in de 'Australian Imperial Force'. In juli 1916 kreeg hij het bevel over de kampen en opslagplaatsen van de 'Australian Imperial Force'. Dit hield ook het opleiden van de versterkingen in. Op 14 februari 1917 werd Moore tijdelijk tot majoor-generaal benoemd. In april werd hij vervangen door majoor-generaal James McCay.

## Politieke carrière in West-Australië
In 1899 werd Moore lid van de gemeenteraad van Bunbury (En: Bunbury Municipal Council). Van 1901 tot 1904 was hij er burgemeester. In 1904 was Moore voorzitter van de 'Western Australian Municipal Association'.
Moore was een aanhanger van de van Bunbury afkomstige John Forrest. In 1901 nam Moore deel aan de West-Australische parlementsverkiezingen maar werd net niet verkozen. In 1904 won hij de zetel voor Bunbury in het West-Australische lagerhuis wel. Moore zou die zetel, tot hij zich in 1911 uit de West-Australische politiek terugtrok, behouden. Toen Daglish' regering in augustus 1905 viel werd Moore in Rasons regering minister van ruimtelijke ordening en landbouw.
Rason trok zich in 1906 vanwege gezondheidsredenen uit de politiek terug. Frank Wilson slaagde er niet in een nieuwe regering te vormen en Moore werd op 7 mei premier van West-Australië. Na een eerste moeilijk jaar werd hij populair en won in 1908 de verkiezingen. Moore was vier jaar lang premier, een verademing nadat op vijf jaar tijd zes premiers waren aan- en afgetreden.
Moore was de drijvende kracht achter een aantal maatregelen ter ontwikkeling van de West-Australische graanindustrie, vooral in de regio Wheatbelt. De leenvoorwaarden van de 'Agricultural Bank' werden versoepeld en de overheid investeerde royaal, vooral in het spoorwegwezen. Van 1906 tot 1910 werd meer dan 1.500 kilometer spoorweg aangelegd, 885 kilometer in landbouwgebied en de rest in de goudvelden.
Moore bewerkstelligde een serieuze stijging van de immigratiecijfers. Daardoor kon West-Australië terug economisch groeien. Hij slaagde erin, ondanks hevige tegenstand van het hogerhuis, om voor het eerst in West-Australië, een grond- en inkomstenbelasting te laten goedkeuren. Andere belangrijke wetten die onder Moore werden goedgekeurd waren de 'Municipal Corporations Act' van 1906, de 'Electoral Act' van 1907 en de 'State Children Act' van 1907. Dankzij die laatste wet werd een departement kinderwelzijn en een jeugdrechtbank opgericht.
Op 16 september 1910 nam Moore ontslag als premier en werd West-Australisch afgevaardigde te Londen. Tijdens zijn eerste termijn, tot 1914, promootte hij massale migratie naar West-Australië. Hij keurde de eerste 12 jongens goed die in 1912 naar de 'Fairbridge Farm School' in Pinjarra werden gezonden. Moore reorganiseerde het West-Australisch agentschap in Londen, stelde voor het 'Savoy House' aan te kopen en promootte de West-Australische landbouwproducten. Er was hem gevraagd nog een termijn als afgevaardigde te dienen maar dit werd verhinderd door de Eerste Wereldoorlog.

## Politieke carrière in hetVerenigd Koninkrijk
In september 1918 werd Moore voor het kiesdistrict 'St George's, Hanover Square' in het lagerhuis verkozen. Hij steunde er de toetreding van vrouwen in het parlement. Van 14 december 1918 tot 6 december 1923 zetelde hij als conservatief in het lagerhuis voor het kiesdistrict 'North Islington' en van 29 oktober 1924 tot 13 april 1932 voor het kiesdistrict 'Richmond'.

## Zakencarrière
Moores politieke carrière in het Verenigd Koninkrijk kwam op de tweede plaats. In 1917 werd hij directeur in een van West-Australiës oudste mijnbouwbedrijven, 'Great Boulder Pty Gold Mines Ltd'. Toen Moore in 1936 stierf was hij voorzitter van dit bedrijf. Het bedrijf zou later in handen van Claude de Bernales komen. Moore zetelde ook in de directies van 'Hampton Gold Mining Areas', 'British General Electric Co.', 'Consolidated Tin Mines of Burma', 'Carmen Valley Gold Mines', 'Southern Cross Gold Development', 'Great Boulder No. 1' en 'Odhams Press'. Hij was ook nog voorzitter van vier Canadese bedrijven: 'Dominion Coal Co.', 'Nova Scotia Steel & Coal Co.', 'Halifax Shipyards' en 'Dominion Steel & Coal Corporation of Canada'.

## Nalatenschap
Moore stierf na een operatie op 28 oktober 1936 in een rusthuis in Londen. Zijn echtgenote en vier kinderen overleefden hem. Moore werd begraven in Warnham in Sussex.
Moore werd in 1908 tot lid en in 1910 tot ridder-commandeur in de Orde van Sint-Michaël en Sint-George benoemd.
Newton Moore Senior High School in Bunbury is naar hem vernoemd.
- Australian Dictionary of Biography: moore-sir-newton-james-7639
- Trove: 1479109